# Vilt
Vilt (en limbourgeois : Vild) est un village néerlandais de 950 habitants (2005) dans la commune de Fauquemont-sur-Gueule, dans la province du Limbourg néerlandais.

## Géographie

### Situation
Vilt est situé en haut du Cauberg, sur l'ancienne route reliant Fauquemont à Maestricht. Vilt n'a pas d'église, et le village dépend de la paroisse de Berg.

## Histoire
Jusqu'au 1er janvier 1982, Vilt faisait partie de la commune de Berg en Terblijt, qui a été fusionnée dans la nouvelle commune de Fauquemont-sur-Gueule, dont Fauquemont est le chef-lieu.